# Rudolf Münnich
Rudolf Münnich (* 18. Juni 1836 in Berlin; † 24. Dezember 1915 ebenda) war ein deutscher Komponist. Er war Vater und Lehrer des Musikwissenschaftlers und Musikpädagogen Richard Münnich.

## Leben und Werk
Rudolf Münnich war Schüler von Adolph Kullak und Richard Wüerst. Er wirkte als Musiklehrer, Chordirigent und Pianist in Berlin. Von Münnichs Kompositionen wurden ein Chorwerk Das Ideal und das Leben (nach Friedrich Schiller), ein Requiem, Chöre und Lieder bekannt.